# PECL
PECL (англ. PHP Extension Community Library) — это репозиторий модулей для PHP, написанных на C, доступных через систему пакетов PEAR. PECL был создан, когда возникла проблема удаления некоторых модулей из стандартной поставки PHP. Модули PECL разработаны в соответствии со стандартами кодирования, которые приняты командой разработчиков PHP.